# Мартинсајд A.D.C. Нимбус
Мартинсајд  Нимбус (енгл. Martinsyde A.D.C. Nimbus) је ловачки авион направљен у Уједињеном Краљевству. Авион је први пут полетео 1926. године. 

Авион Мартинсајд  Нимбус је у ствари преправљена варијанта авиона Мартинсајд F.4, са новим клипним мотором ADC Нимбус снаге 250 kW.
Највећа брзина авиона при хоризонталном лету је износила 241 km/h.
Практична највећа висина током лета је износила 7163 метара а брзина успињања 407 метара у минути. Распон крила авиона је био 9,98 метара, а дужина трупа 8,18 метара. Празан авион је имао масу од 913 kg. Нормална полетна маса износила је око 1209 kg. Био је наоружан са 2 синхронизована митраљеза Викерс калибра 7,7 mm..

## Наоружање
| Наоружање авиона: Мартинсајд   |          |
| Ватрено (стрељачко) наоружање  |          |
| Топ                            |          |
| Митраљез                       |          |
| Број и ознака митраљеза        | 2 Викерс |
| Калибар                        | 7,7      |
| Бомбардерско наоружање (бомбе) |          |
| Ракетно наоружање (ракете)     |          |